# 정아
정아(본명: 김정아, 1983년 8월 2일 ~ )는 대한민국의 가수이자 걸 그룹 애프터스쿨의 전 리더이다.

## 학력
- 상명대학교 사범대학 부속여자고등학교 (졸업)
- 경민대학교 뮤지컬연기과 (중퇴)

## 활동
2000년 데뷔한 걸 그룹 SZ가 1집 음반 활동 종료 이후 서브 보컬이었던 유혜리미가 탈퇴하면서 그 자리에 대신 들어왔으나, 2집 음반을 준비하던 중 그룹이 해체되어 실제로 활동하지는 않았다. 2005년, 5인조 걸 그룹 키스파이브(Kis Five)로 데뷔하였으나, 곧 해체하였다. 이후 2008년, 애프터스쿨의 두 번째 멤버로 합류하고, 그 해 12월 28일에 "Playgirlz" 무대에서 공식적으로 애프터스쿨의 리드보컬로 발표되었다. 본래 긴 생머리가 트레이드 마크였으나, "너 때문에" 활동 중 머리를 자르고 금발로 염색했다. 본인은 "자르기를 극구 거부했으나 막상 자르고 나니 괜찮다."라는 반응을 보였다. 애프터스쿨 5번째 싱글 Flashback에서 다시 긴 생머리 스타일로 돌아왔다. 2016년 1월 28일 소속사와의 계약 만료로 애프터스쿨을 다섯 번째로 졸업하였다.

## 음반 활동

### KISFive
- 《First Kiss》 (2005.2)

## 음반외 활동
예능
- 2010년 MBC every1 《플레이걸즈 스쿨》 고정 출연
- 2012년 MBC every1 《무작정 패밀리 시즌 2》 고정 출연

드라마
- 《저스티스팀: 범죄피해자를 구하라》 (2016년, 웹드라마) - 상담사 역

## 결혼 및 가족
- 정아는 2018년 4월 28일 서울시 강남구 논현동 뉴 힐탑호텔에서 창원 LG 세이커스에서 뛰고 있는 정창영 선수와 결혼식을 올렸다.